# فيم لانغيندال

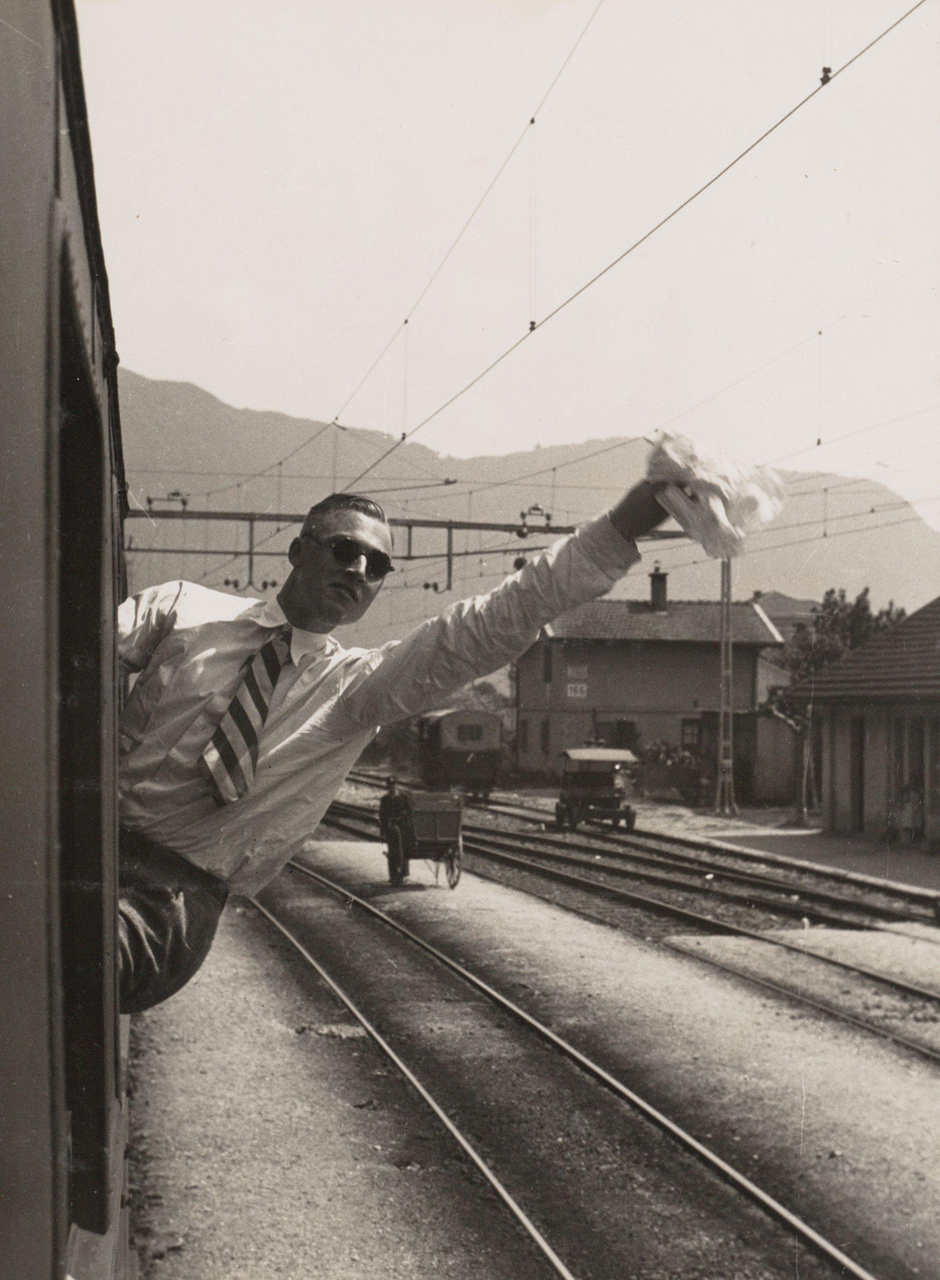

فيليم لانغيندال (بالهولندية: Wim Lagendaal)‏ (13 أبريل 1909 - 6 مارس 1987) لاعب كرة قدم هولندي راحل كان يجيد اللعب في خط الهجوم.
لعب طوال مسيرته الرياضية في نادجي زيرزيس روتيردام.
مثل منتخب هولندا في 15 مباراة مسجلا 13 هدف (1930-1935). شارك مع منتخب هولندا في بطولة كأس العالم 1934 في إيطاليا حيث خرج من الدور الثمن النهائي.

## وصلات خارجية
- فيم لانغيندال على موقع الاتحاد الدولي (مؤرشف)  (الإنجليزية)
- فيم لانغيندال على موقع قاعدة بيانات كرة القدم.إي يو (الإنجليزية)
- فيم لانغيندال على موقع ناشيونال فوتبول تيمز (الإنجليزية)
- فيم لانغيندال على موقع Soccerway.com (الإنجليزية)
- فيم لانغيندال على موقع عالم كرة القدم.نت (الإنجليزية)

- هذا سيرة ذاتية